# Law of bailment (England und Wales)
Als law of bailment wird im Recht von England und Wales ein Rechtsgebiet bezeichnet, das sich mit der Konstellation beschäftigt, dass eine Person (der bailee) willentlich possession (≈ ‚Besitz‘) an einer körperlichen beweglichen Sache hat, an dem einem anderen (dem bailor) ein höherrangiges Recht (meist das Eigentum) zusteht. Die Überlassung (Realakt) und das ergebende Besitzmittlungsverhältnis werden bailment genannt.

## Dogmatische Einordnung
Die dogmatische Einordnung des bailment in das System des englischen Rechts gestaltet sich schwierig: Ende des 19. Jahrhunderts ging der Lord Chief Justice John Coleridge in R v Ashwell (1885) noch davon aus, dass ein bailment nur unter der Bedingung einer vertraglichen Bindung zwischen bailor und bailee bestehen könne. Demgegenüber gewinnt das law of bailment heute gerade deshalb seine Bedeutung aus dem Umstand, dass zwischen bailor und bailee überhaupt keine Verbindung bestehen muss: Auch der Finder einer Sache ist bailee. Die Trennung von bailment und Vertrag ist besonders dem Umstand geschuldet, dass sich nach englischem Recht – im Gegensatz zu den kontinentaleuropäischen Rechtssystemen – nur dann ein Vertrag konstruieren lässt, wenn für die Leistung eine consideration (Gegenleistung) gegeben wurde. Wird ein Gegenstand wie im Falle der Leihe somit unentgeltlich zum Gebrauch überlassen, fehlt es eigentlich an der Einklagbarkeit der Vereinbarung, da mangels Entgeltlichkeit keine consideration besteht. Das law of bailment dient in diesem Falle als Lückenbüßer für die fehlende vertragliche Bindung. Andererseits gehört das law of bailment aufgrund völlig konträrer Regelungen zur Beweislast auch nicht dem Deliktsrecht (tort law) an. Allgemein geht man deshalb davon aus, dass sich dieses Rechtsgebiet einer Klassifizierung entziehe: „It is a transaction that is sui generis […]“.

## Erscheinungsformen

### Unentgeltlicher  (gratuitous)bailment
- unentgeltliche Verwahrung (deposit)
- unfreiwilliger bailment
- mandatum
- gratuitous loan for use oder commodatum (Leihe)

### Entgeltlicherbailment(bailment for reward)
- hire of custody oder locatio custodiae (entgeltliche Verwahrung)
- hire of work and labour oder locatio operis faciendi für bestimmte Werkvertragstypen, zum Beispiel Bearbeitung oder Transport
- innkeepers (Einbringung von Sachen bei Gastwirten)
- pledge oder vadium (Fahrnispfand)
- hire oder locatio conductio rei (Mobiliarmiete)